# 山本懸蔵
山本懸蔵（やまもと けんぞう、1895年（明治28年）2月20日 - 1939年（昭和14年）3月10日）は、日本の労働運動活動家、日本共産党の活動家。しばしば「山懸」（やまけん）の略称で呼ばれた。日本を脱出してソ連に渡り、モスクワの日本共産党の代表を務めた。大粛清時代に同じモスクワ在住の国崎定洞を密告して死刑に追いやったが、自らも野坂参三の密告によってスパイ容疑で逮捕され、処刑された。

## 略歴

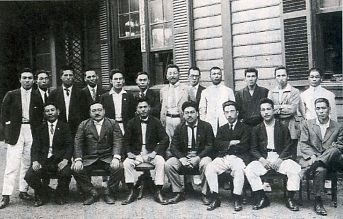
1922年、棚橋小虎の渡欧を友愛会本部で撮影された写真。前列左から松岡駒吉・鈴木文治・棚橋小虎・麻生久・野坂参三・加藤勘十・山本懸蔵、後列左から3人目赤松克麿・2人おいて上条愛一。

茨城県鹿島郡矢田部村（現在の神栖市）生まれ。小学校卒業後上京し、1914年に築地造幣工廠に入り工人会に加入。1915年に友愛会京橋支部を設立。1918年米騒動の際、日比谷野外音楽堂で飛び入り演説し、逮捕。

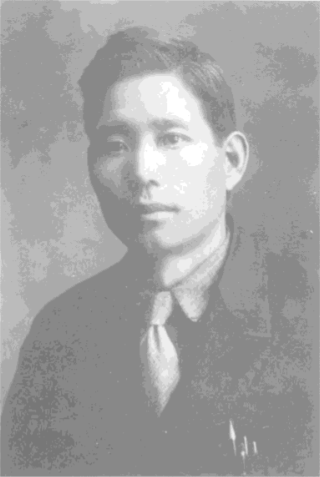
友愛会に所属していた時に撮影されたとされる写真。

1922年（大正11年）に日本共産党（第一次共産党）入党。同年にソ連へ密航し、赤色労働組合インターナショナル第2回大会に参加。1923年（大正12年）1月に帰国。6月5日の第一次共産党検挙事件に際して再びソ連へ密航。1924年（大正13年）6月頃に妻関マツを伴い帰国。1928年（昭和3年）2月20日の第1回普通選挙では、労働農民党候補として北海道第1区から立候補したが落選。同年3月15日の 三・一五事件（共産党関係者一斉検挙）では自宅療養、ほどなく警察の監視下を脱出し、同年6月にソ連へ密航。1936年（昭和11年）2月に野坂参三と連名で「日本の共産主義者への手紙」を発表。スターリンの大粛清が吹き荒れる1937年（昭和12年）11月2日、ソ連の秘密警察内務人民委員部（NKVD）により「大日本帝国陸軍のスパイ」という名目で逮捕され、1939年（昭和14年）3月10日に銃殺刑となったが、ソ連時代はその実相は秘匿され、1942年4月に病没したとされていた。44歳没。

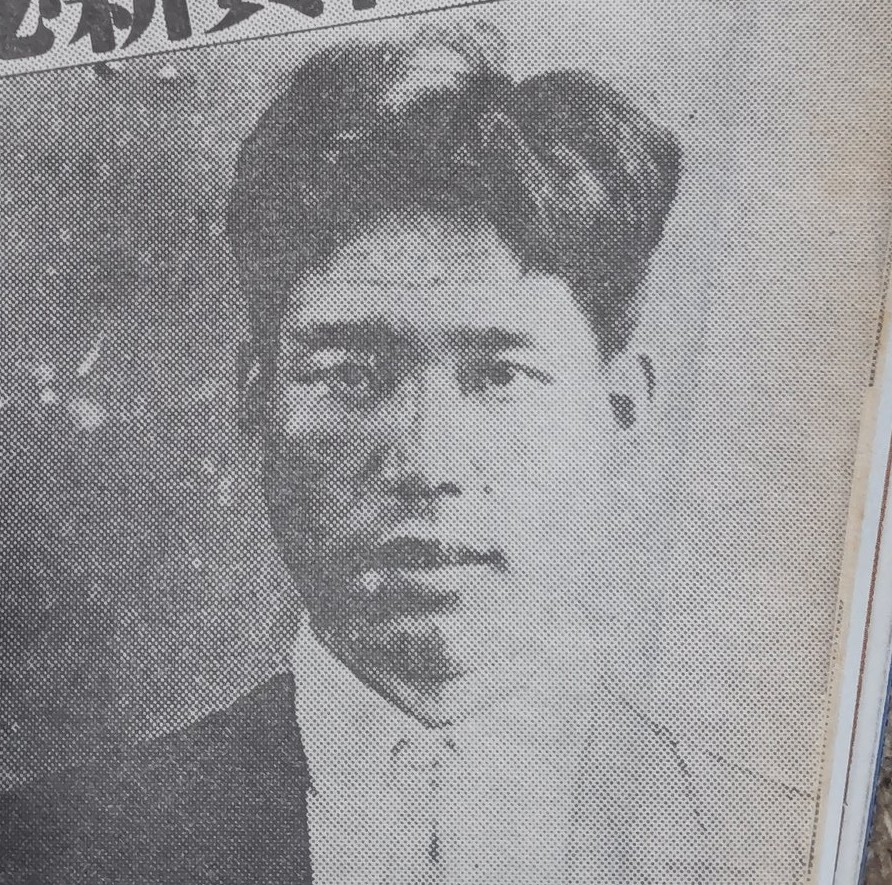
1930年代、粛清される数年前にソビエト連邦で撮影された写真。

ソ連崩壊の1992年、ソ連共産党の保管文書からソ連共産党・コミンテルン関係の機密文書が公開されたのに伴い、山本の逮捕が、野坂参三による密告に基づいて行なわれた事を記した文章が発見された。発見された資料をもとに、『週刊文春』誌上に小林峻一・加藤昭らによる連載「野坂参三疑惑レポート『同志を売った密告の手紙』」が掲載される（翌年『闇の男 野坂参三の百年』として単行本化）。1992年（平成4年）12月、日本共産党は野坂を除名処分とした。
なお加藤哲郎の調査によれば、山本自身も、同時期にソ連に亡命していた数名の日本人、勝野金政、根本辰（ねもと とき）、国崎定洞、伊藤政之助らをスパイと疑い、ソ連秘密警察やコミンテルン国際統制委員会へ密告ないし告発するなどしており、国崎定洞は山本と同じく処刑されている（外部リンク・加藤哲郎参照）。また和田春樹の調査により、野坂による山本密告とほぼ同時期に、山本自身も野坂を密告する準備を進めていた事が判明している。

## 記念碑
1973年10月7日、出身地である茨城県の波崎町（現在の神栖市、座標北緯35度47分27秒 東経140度47分26秒 / 北緯35.790777度 東経140.790620度）に「山本懸蔵の碑」が建立された。日本共産党からの働きかけによって実現したもので、同党議長の野坂参三が碑の建設委員長を務めた。野坂は碑の揮毫も行い、除幕式にも出席している。

## 著作
- 1986『山本懸蔵集』新日本出版社、
  - 著者の肖像あり。
- 1963『国領五一郎・山本懸蔵著作集』 日本共産党中央委員会出版部。